# Salticus fumosus
Salticus fumosus är en spindelart som beskrevs av Powell 1873. Salticus fumosus ingår i släktet Salticus och familjen hoppspindlar. Inga underarter finns listade i Catalogue of Life.